# Denis Maksimowitsch
Denis Maksimowitsch, häufig auch Denis Maksimovich oder Denis Maksimovitch (russisch Денис Максимович, wiss. Transliteration Denis Maksimovič; * 12. März 1978 in Minsk, Weißrussische SSR), ist ein ehemaliger belarussischer Handballspieler und -trainer. Der rechte Rückraumspieler lief für den TSV GWD Minden in der Bundesliga auf.

## Karriere
Maksimowitsch wechselte 1999 von Arkatron Minsk zum Stadtrivalen SKA Minsk und schaffte es mit dem Verein in jedem Jahr Meister und Pokalsieger Belarus zu werden. In der Saison 2001/02 wechselte er allerdings vorzeitig in die deutsche Regionalliga zur TSG Ober-Eschbach. Dort spielte er bis zum Saisonende, bevor ihn der Bundesligist TSV GWD Minden unter Vertrag nahm. Im Oktober 2003 löste GWD den Vertrag auf und Maksimowitsch trat erneut in der Regionalliga für den OHV Aurich an. Dort konnte er am Saisonende den Aufstieg in die 2. Bundesliga feiern. Es folgte ein Wechsel zum Oberligisten HSG Vulkan Vogelsberg. Auch hier stand am Saisonende der Aufstieg zu Buche. Während der Saison 2005/06 schloss er sich dem Zweitligisten SG Leutershausen an. Später kehrte er zum OHV Aurich zurück und wechselte 2009 zur HSG Barnstorf-Diepholz in die Regionalliga, wo Maksimowitsch 2013 seine Karriere beendete und in der Saison 2013/14 als Trainer fungierte.
Er absolvierte zehn Länderspiele für die belarussische Nationalmannschaft, in denen er 22 Tore erzielte.

## Sonstiges
Maksimowitsch hat sowohl ein Diplom als Sozialpsychologe als auch als Sportlehrer, die allerdings nur in Belarus Gültigkeit besitzen.